# Daza (peuple)
Pour les articles homonymes, voir Daza.

Localisation des Dazagra (en beige)

Les Dazagra, plus connus sous leur nom en arabe Goranes, sont un peuple d'éleveurs nomades évoluant de l'est nigérien à l'est tchadien et appartenant à l'ensemble toubou. Ils sont proches des Teda. Leur langue est le dazaga.

## Zone de peuplement
Au Niger, on les trouve essentiellement aux alentours de Diffa.
Au Tchad, ils sont dans le Kanem, dans le département de Noukou, Manga, Makalanta, zigeui Tchiono, Michémiré, Rigè-Rig, le nord du Batha dans le département de Salal, (BEG) Moussoro Wadi Djedid, le sud de l'ancien Borkou-Ennedi-Tibesti (BET) et dans la région de Wadi Fira du côté d'Arrada.

## Populations
On distingue une dizaine de groupes environ.
Les Dazas du Barh el Gazel (Sagardas, Medema et Chonokora) 
Au Niger, on peut citer les Sagrada Eyima, les Warabas, les Yiras (les Kedeléa et les Wandala), les Medema, les Dogordas et les Guara (ou Guadoua).
Au Tchad, dans le nord Kanem, on distingue les Warabbas et les Dogordas qui sont originaires du Tibesti, les Yira-Kédéléa,les Tchoura, les Noria (Noarma), Medela, Tcharara, Couchaa, Komajila, etc., et  dans le BET, Batha et le Wadi Fira les Nawarma (Nara).
L'appellation « Daza » est adoptée par chaque groupe, mais pas pour désigner le groupe voisin. Ainsi, dans le nord Kanem, les populations se définissent elles-mêmes comme Daza mais appellent ceux du Barh el Gazel des « Karre », qui appellent pour leur tour ceux du Batha et du Borkou Ennedi des Teda « Anakaza » et ceux du Tibesti des Terre-tou comme il y a des Karre (Kreda) et Daza au Kanem géographique même au grand B.E.T il y a les Teda et les terre-tou toutes les quatre races sont des clans Toubous ou Gouranes ; il n'y a aucune différence, sauf leurs accents.

### Filmographie
- (de) Daza (Zentralsudan, Kanem) : Preisgesang und Fiedelspiel, film documentaire de Peter Fuchs, IWF Wissen und Medien gGmbH, Göttingen, 1972 (tournage 1964), DVD